# Srednjovjekovni francuski jezik
Srednjofrancuski jezik (ISO 639: frm; francuski moyen français) povijesni je jezik francuske podskupine oilskih jezika, koji se između 15. i 17. stoljeća govorio na području današnje središnje i sjeverne Francuske i Belgije.
Predak je suvremenoga francuskog jezika.